# Next to Me (chanson d'Emeli Sandé)
Pour les articles homonymes, voir Next to Me.
Singles de Emeli Sandé
Daddy
(2011) My Kind of Love
(2012)
Pistes de Our Version of Events
Breaking the Law River
Next to Me est une chanson de la chanteuse écossaise Emeli Sandé, sortie sous le label Virgin Records. Le single sort le 10 février 2012 en Irlande en tant que 1er single. Il s'agit du 3e single extrait de son premier album studio Our Version of Events (2012). La chanson, très inspirée par le titre Heartache n°9 de Delegation, est écrite par Emeli Sandé, Hugo Chegwin, Harry Craze et produite par Craze & Hoax. La semaine du 23 février 2012, le single entre à la 2e place du hit-parade irlandais Irish Singles Chart, entre numéro en Écosse. Tandis qu'au Royaume-Uni le single entre numéro 2 du UK Singles Chart. Il s'agit également du premier single de Emeli Sandé aux États-Unis, qui sort le 17 avril 2012.

## Liste des pistes
| 1. | Next to Me | 3:16 |

Le morceau reprend note à note le titre Saint Georges and the Dragon du groupe américain Toto paru sur l'album Hydra (Columbia) en 1979[source secondaire souhaitée].

## Classement et certifications

### Classement par pays
| Classement (2012)                  | Meilleure position |
| ---------------------------------- | ------------------ |
| Australie (ARIA)                   | 14                 |
| Autriche (Ö3 Austria Top 40)       | 12                 |
| Belgique (Ultratop 50 Flandre)     | 6                  |
| Belgique (Ultratop 50 Wallonie)    | 21                 |
| Danemark (Tracklisten)             | 28                 |
| Finlande (Suomen virallinen lista) | 4                  |
| France (SNEP)                      | 18                 |
| France (Airplay)                   | 8                  |
| Hongrie (Rádiós Top 40)            | 3                  |
| Italie (FIMI)                      | 17                 |
| Irlande (IRMA)                     | 1                  |
| Israël (Media Forest)              | 6                  |
| Nouvelle-Zélande (RMNZ)            | 6                  |
| Pays-Bas (Mega Single Top 100)     | 3                  |
| Norvège (VG-lista)                 | 43                 |
| Pologne (ZPAV)                     | 4                  |
| Écosse (OCC)                       | 1                  |
| Espagne (PROMUSICAE)               | 36                 |
| Espagne (Radiodiffusion)           | 14                 |
| Suisse (Schweizer Hitparade)       | 24                 |
| Royaume-Uni (UK Singles Chart)     | 2                  |

### Certifications
| Pays             | Organisme | Certifications | Ventes    |
| ---------------- | --------- | -------------- | --------- |
| Australie        | ARIA      | Platine        | 70 000    |
| Belgique         | BEA       | Or             | 15 000    |
| États-Unis       | RIANZ     | Platine        | 1 000 000 |
| Italie           | FIMI      | Or             | 15 000    |
| Nouvelle-Zélande | RIANZ     | Platine        | 15 000    |
| Royaume-Uni      | BPI       | Or             | 621 000   |

## Historique de sortie
| Pays        | Release date    | Format(s)        |
| ----------- | --------------- | ---------------- |
| Irlande     | 10 février 2012 | Digital download |
| Royaume-Uni | 12 février 2012 | Digital download |
| États-Unis  | 17 April 2012   | Digital download |